# Dana Lyon
Pour les articles homonymes, voir Lyon (homonymie).
Dana Lyon, née le 9 décembre 1897 à Marbourg dans l'Empire allemand et morte le 10 novembre 1982, est une écrivaine américaine, auteure de roman policier.

## Biographie
Elle est élevée en Californie, puis travaille comme sténodactylo. En 1933, elle publie son premier roman, The Bathub Murder, inspiré d’un fait divers au cours duquel un professeur de l'université Stanford assassine son épouse. Ses autres romans appartiennent pour l'essentiel au genre du suspense ou à celui des récits sentimentaux. En 1940, pour No Shelter for the Heart, elle obtient le prix du meilleur roman régionaliste.
En 1948, elle publie L'Enfant qui en savait trop (The Frightened Child) qui sera adapté au cinéma en 1951 sous le titre La Maison sur la colline (The House on Telegraph Hill), film réalisé par Robert Wise. Les Tentacules (The Tentacles), paru en 1950, est présenté par l'éditeur français comme un « drame psychologique à la François Mauriac ! ».
Membre de la Mystery Writers of America, elle fait partie de l'équipe qui écrit, en 1951 et sous le pseudonyme Theo Durrant, le roman La Forêt de marbre (The Marble Forest).
Dana Lyon est également l'auteure de nouvelles publiées dans Ellery Queen's Mystery Magazine, Alfred Hitchcock's Magazine, Ed McBain Magazine, Mike Shayne Shadow…

## Œuvre

### Romans
- The Bathub Murder, 1933
- Women Love but Once, 1933
- No Shelter for the Heart, 1940
- The Frightened Child, 1948  — Publié en français sous le titre L'Enfant qui en savait trop, Paris, Fayard, L'Aventure criminelle no 11, 1957
- The Tentacles, 1950  — Publié en français sous le titre Les Tentacules, traduction de Yves Malartic, Paris, Club français du livre, 1951, réédition collection Marabout no 87, Éditions Marabout, 1958
- Spin the Web Tight, 1963
- The Trusting Victim, 1963  — Publié en français sous le titre Le Chalet rouge, Paris, Gallimard, Série noire no 1059, 1969

### Roman signé Dana Hughston
- You Stand Accused, 1937

### Roman signé Theo Durrant
- The Marble Forest, 1951 Publié en français sous le titre La Forêt de marbre, Paris, Presses de la Cité, Un mystère 1re série no 138, 1953 ; rééditions, Paris, Presse de la Cité, Un mystère, 3e série, no 120, 1971, Paris, NéO, Le Miroir obscur no 21, 1981

### Nouvelles
- The Impossible Murder, 1956 Publié en français sous le titre Le Meurtre impossible, Mystère magazine no 162, juillet 1961
- The Bitter Years, 1971 Publié en français sous le titre Amère croisière, Mystère magazine no 288, février 1972
- The Woman in the Stone House, 1972 Publié en français sous le titre Deux hippies sur la plage, Mystère magazine no 295, septembre 1972
- The Liberation of Mrs. Crenshaw, 1975
- The Living Dead, 1976
- The Empty House, 1977
- Chains, 1977
- The Springhouse, 1977 Publié en français sous le titre À travers les barreaux, Alfred Hitchcock magazine 2e série no 2, octobre 1988, réédition dans le recueil Horace et les voraces, Club des Masques no 1002, 1992
- The Fourth Straw, 1979
- The Maundering Syndrome, 1980 Publié en français sous le titre Le Mensonge d'une nuit d'été, Alfred Hitchcock magazine 2e série no 16, avril 1990 ; réédition dans le recueil L'Homme qui tua Jesse James, Club des Masques no 1010, 1992

## Adaptation
- 1951 : La Maison sur la colline (The House on Telegraph Hill), film américain réalisé par Robert Wise, adaptation du roman L’Enfant qui en savait trop (The Frightened Child), avec Richard Basehart, Valentina Cortese et William Lundigan

## Sources
- Claude Mesplède (dir.), Dictionnaire des littératures policières, vol. 2 : J - Z, Nantes, Joseph K, coll. « Temps noir », 2007, 1086 p. (ISBN 978-2-910686-45-1, OCLC 315873361), p. 240-241.
- Claude Mesplède, Les années "Série noire" : bibliographie critique d'une collection policière, vol. 3 : 1966-1972, Amiens, Editions Encrage, coll. « Travaux / 22 », 1994 (ISBN 978-2-906389-53-3), p. 40.
- Claude Mesplède et Jean-Jacques Schleret, SN, voyage au bout de la Noire : inventaire de 732 auteurs et de leurs œuvres publiés en séries Noire et Blème : suivi d'une filmographie complète, Paris, Futuropolis, 1982 (OCLC 11972030), p. 239